# Cosio di Arroscia
Costarainera là một đô thị ở tỉnh Imperia trong vùng Liguria, tọa lạc khoảng 100 km về phía tây nam của Genoa và khoảng 9 km về phía tây nam của Imperia. Tại thời điểm ngày 31 tháng 12 năm 2004, đô thị này có dân số 775 người và diện tích là 2,4 km².
Costarainera giáp các đô thị sau: Cipressa và San Lorenzo al Mare.